# Oncopsis kuluensis
Oncopsis kuluensis är en insektsart som beskrevs av Chandrasekhara A. Viraktamath 1996. Oncopsis kuluensis ingår i släktet Oncopsis och familjen dvärgstritar. Inga underarter finns listade i Catalogue of Life.